# Eupatorus gracilicornis
Eupatorus gracilicornis Arrow, 1908 è un coleottero appartenente alla famiglia degli Scarabeidi.

## Descrizione

### Adulto
L'adulto è senza dubbio molto appariscente, in quanto può superare la lunghezza di 5 cm nei maschi più grandi. I maschi presentano quattro corna protoraciche di piccole-medie dimensioni e un vistoso corno cefalico, mentre le femmine ne sono sprovviste, conferendo a questa specie un notevole dimorfismo sessuale. Le elitre sono di color caramello/nocciola chiaro e ricoprono le ali membranose adatte al volo. Il ventre dell'insetto è lucido e privo di peli sia nei maschi che nelle femmine. Gli adulti sfarfallano da agosto ad ottobre e sono di abitudini prettamente notturne, di conseguenza sono facilmente attratti dalle luci artificiali.

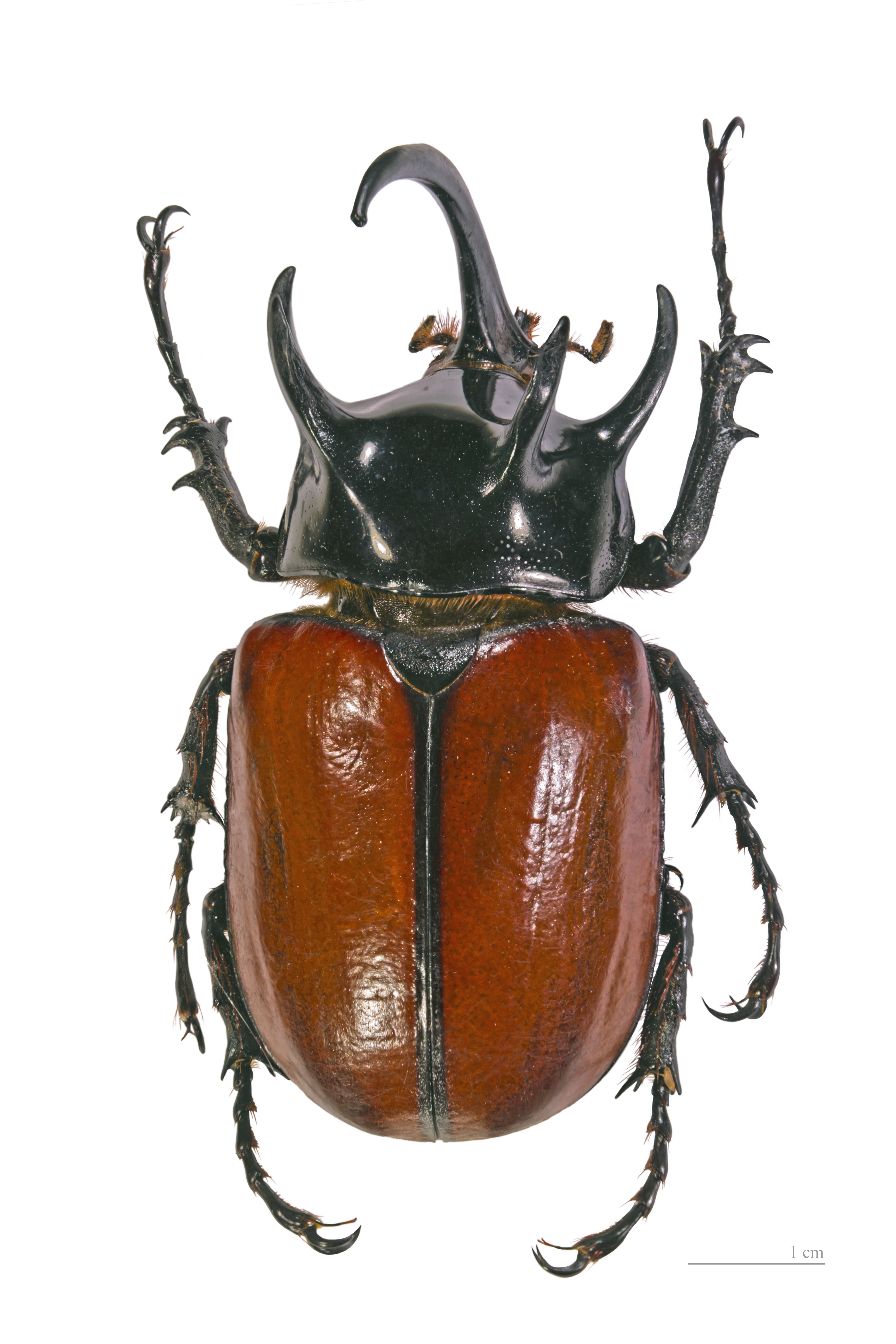
Maschio
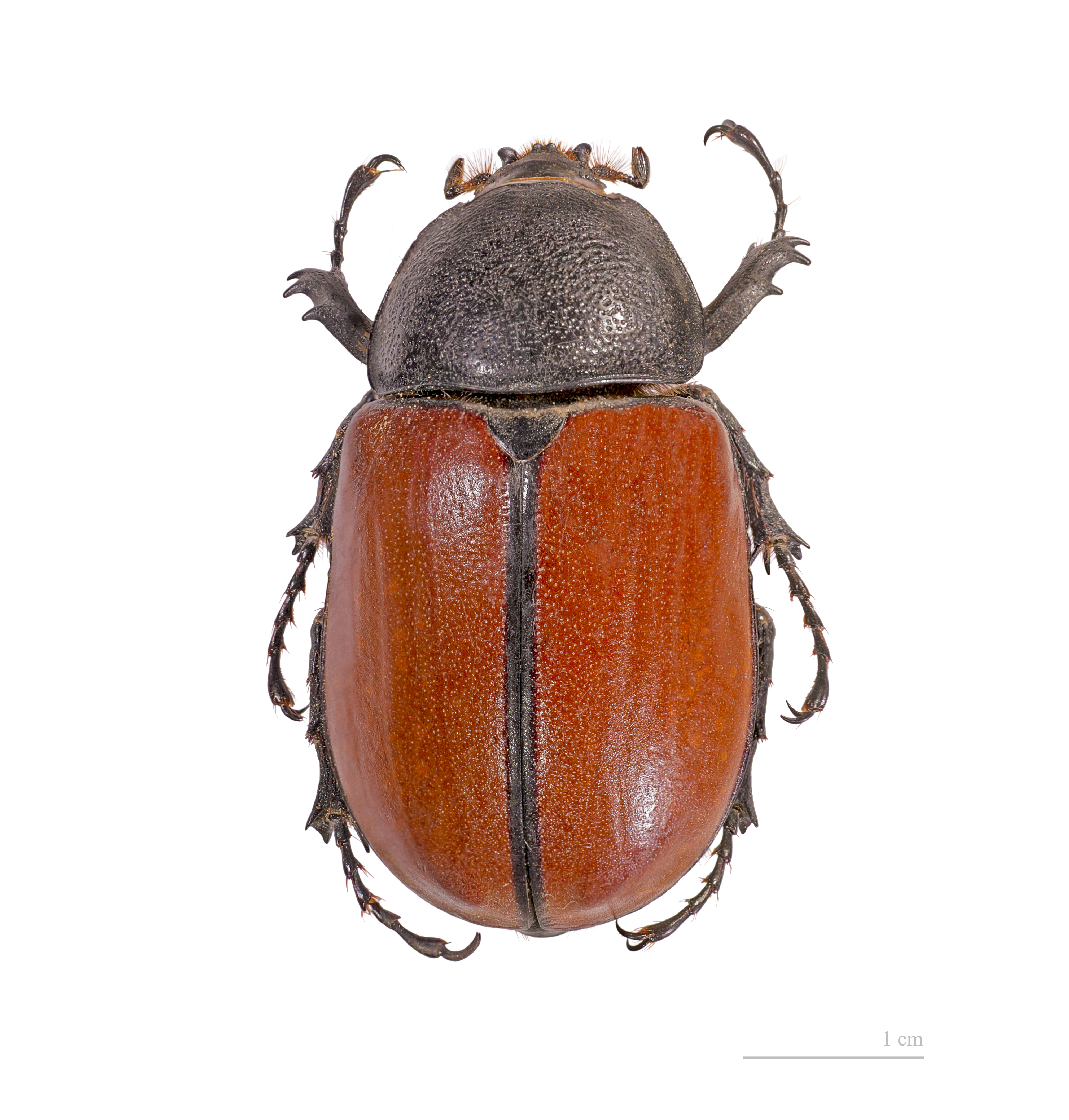
Femmina

### Larva
Le larve di Eupatorus gracilicornis sono bianche con la testa e le zampe di color rossiccio. Sono della tipica forma a "C" e presentano dei forellini chitinosi lungo tutto il corpo che consentono alla larva di respirare. Lo stadio larvale dura circa due anni e mezzo, durante il quale le larve si nutrono di materia organica vegetale in decomposizione. Durante lo stadio larvale questi insetti compiono 3 mute che delineranno i 3 stadi larvali principali denominati L1, L2 e L3. Dopo lo stadio larvale L3 la larva si trasforma in pupa, fase in cui l'insetto assume alcuni dei caratteri principali dell'adulto.

## Distribuzione e habitat
Eupatorus gracillicornis è diffuso in Asia, in particolare nell'India e nella Cina sud-occidentale. Durante il giorno è facilmente reperibile presso i boschetti di bambù, mentre riposa aggrappato agli steli delle piante.